# جاناتان هلویگ
آندِرس جاناتان هلویگ (سوئدی: Anders Jonatan Hellvig؛ ۵ اکتبر ۲۰۰۱) ورزشکار والیبال ساحلی حرفه‌ای اهل سوئد است. او و هم‌تیمی‌اش، دیوید اهمن، در المپیک ۲۰۲۴ که در پاریس برگزار شد، توانستند با غلبه بر رقبا، مدال طلا را برای سوئد کسب کنند. این دو در حال حاضر از پرافتخارترین بازیکنان والیبال ساحلی هستند.